# Aleksandr Pavlovič Kibal'nikov
Aleksandr Pavlovič Kibal'nikov (Orechovo, 22 agosto 1912 – Mosca, 5 settembre 1987) è stato uno scultore russo.

## Biografia

### Infanzia e formazione
Aleksandr Kibal'nikov nacque il 22 agosto 1912 a Orechovo, un villaggio nell'odierna oblast' di Volgograd lungo il fiume Medvedica.
Il talento di Kibal'nikov fu evidente dalla più tenera età. I genitori non assecondarono gli interessi del figlio e vollero che ricevesse una formazione tecnica, per cui il figlio scappò di casa due volte, senza denaro né documenti, per raggiungere Saratov, ove tentò di essere ammesso nella locale scuola artistica.
Lavorò al porto come scaricatore e produsse molti disegni, per lo più ritratti dei suoi amici. Questi disegni a matita meritarono i massimi voti al suo esame d'ammissione e così riuscì in breve tempo ad ottenere l'iscrizione alla sezione di pittura della Scuola artistica di Saratov. Dopo il diploma, Kibal'nikov lavorò come disegnatore di teatro. Tuttavia, il giovane artista mostrava un'inclinazione sempre più forte per la scultura. Studiò le opere dei più importanti scultori del Museo di Saratov. Il concorso per una statua di Nikolaj Černyševskij a Saratov, annunciato nel 1940, offrì a Kibal'nikov un'opportunità di cimentarsi nella scultura. La sua opera proseguì bene fino all'interruzione dovuta alla Seconda guerra mondiale.

### Carriera
Nel 1949 la sua statua in bronzo di Černyševskij, terminata l'anno precedente, gli valse il Premio di Stato dell'Unione Sovietica.
Kibal'nikov prese parte a una scultura monumentale del poeta Vladimir Majakovskij a Mosca negli anni 1950. Molti celebri maestri tentavano di rendere l'immagine del poeta in scultura, fra questi Matvej Manizer, Sergej Konenkov, Nikolaj Tomskij, Evgenij Vučetič, Michail Anikušin, Lev Kerbel'. L'opera di Kibal'nikov fu apprezzata per la sua vibrante espressività e ottenne l'approvazione finale. L'effigie in bronzo del poeta fu scoperta nel 1958; nel 1959 lo scultore fu insignito del Premio Lenin.
La statua di Sergej Esenin a Rjazan', scoperta nel 1975, gli valse il premio Repin della Repubblica Socialista Federativa Sovietica Russa.
Kibal'nikov realizzò il ritratto in marmo di Pavel Michajlovič Tret'jakov nel 1961. Per più di vent'anni aveva nutrito il suo sogno di realizzare il monumento di Tret'jakov e seppe compiere brillantemente la sua opera. Sia le dimensioni sia il colore si fondono armoniosamente con quelli della galleria Tret'jakov alle sue spalle. Il monumento fu inaugurato nel 1980.